# الدوري التشيكوسلوفاكي 1950
الدوري التشيكوسلوفاكي 1950 هو الموسم 44 من الدوري التشيكوسلوفاكي ‏. أشرف على تنظيمه اتحاد جمهورية التشيك لكرة القدم، وكان عدد الأندية المشاركة فيه 14، وفاز فيه نادي سلوفان براتيسلافا.